# 크리에이티브 디렉터
크리에이티브 디렉터(Creative director)는 아트 슈퍼바이저(art supervisor)와 카피 슈퍼바이저(copy supervisor)의 상위자로서 광고 크리에이티브 부서의 최고책임자를 뜻하는 말이다. 광고대행사, 스토리텔링 기업의 기획시스템에서 제작 최고책임자로서, 어소시에이트 크리에이티브 디렉터 선임자 중에서 선발한다. 제품부문에 속해 있으면서 마케팅, 판매촉진, 미디어리서치, 어카운트 등과 협의하고 여기서 생기는 문제를 검토하여 회사의 기술운영을 담당한다.

## 참고 문헌
1. ↑  “한국언론진흥재단”. 2018년 10월 2일에 원본 문서에서 보존된 문서. 2019년 3월 13일에 확인함.